# Museo Municipal Santos Rocha
El Museo Municipal Santos Rocha está situado en la ciudad portuguesa de Figueira da Foz. Ubicado en pleno centro de la ciudad, junto al Parque das Abadias, está al lado del Centro de Artes y Espectáculos.

## Historia
Fundado el 6 de mayo de 1894 por iniciativa del arqueólogo figueirense António dos Santos Rocha, el museo estuvo alojado en la Casa do Paço hasta 1899, año en que se trasladó a Paços do Concelho. El museo tuve repercusión nacional e internacional en inauguración hasta la muerte de su fundador en 1910.
A partir de 1945, el enriquecimiento de las colecciones (principalmente pintura y escultura) hizo inevitable la creación de instalaciones adecuadas. Construido en 1975 por la Fundación Calouste Gulbenkian y diseñado por el arquitecto figueirense José Isaías Cardoso, el museo se trasladó en 1976 a sus instalaciones actuales.
En 1993, el museo fue distinguido por la Asociación Portuguesa de Museología con el premio al "Mejor Museo del Año".
El Museo amplió sus actividades en 2003, con la inauguración del Núcleo Museológico do Mar, en Buarcos, y del Núcleo Museológico do Sal (Ecomuseo) en Lavos.

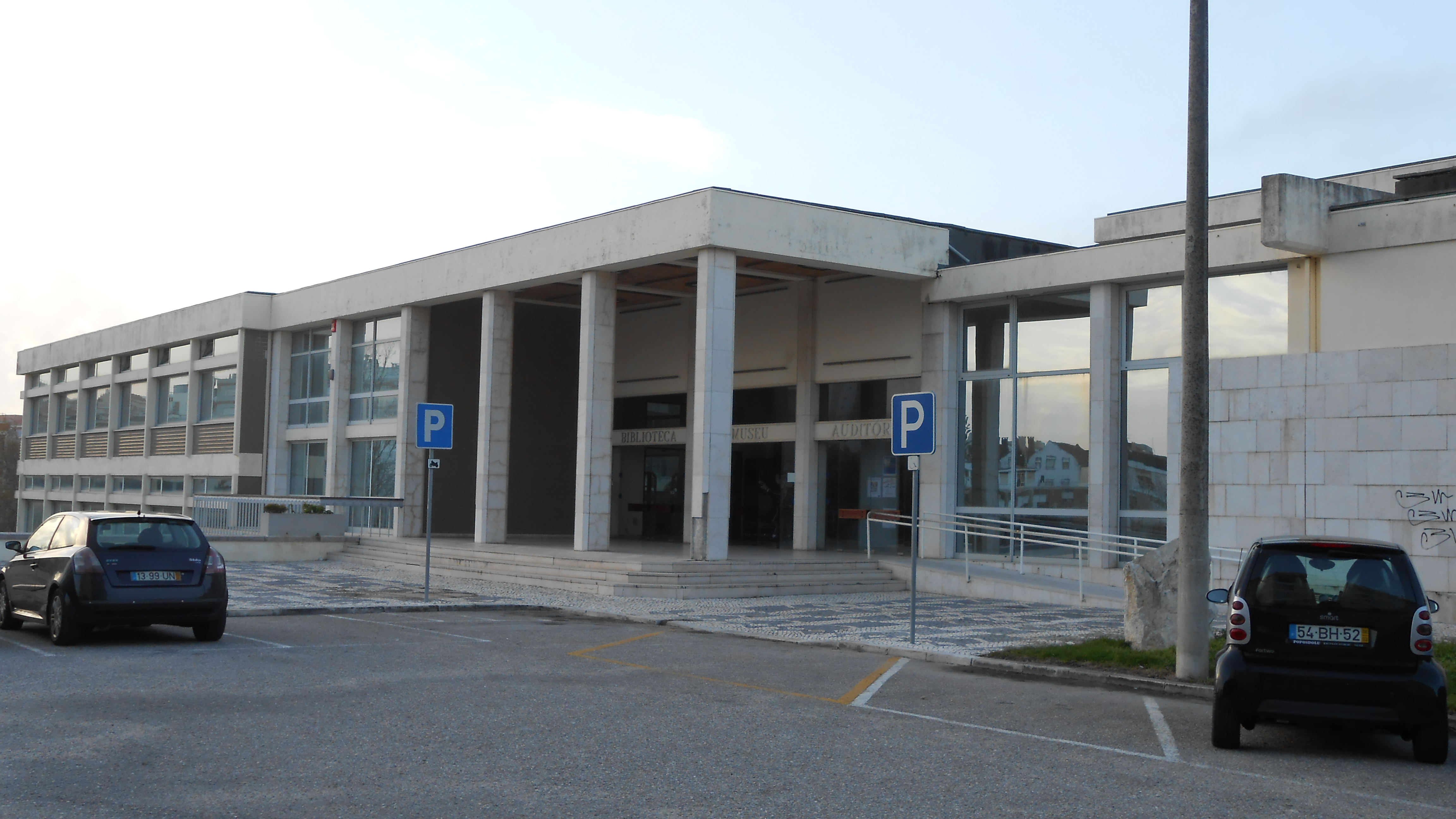
Entrada principal al Museo Santos Rocha

En el museo se alberga la Biblioteca Municipal Pedro Fernandes Tomás, el Archivo Fotográfico Municipal y el Auditorio Municipal, con capacidad para 226 personas. En las diferentes zonas expositivas se encuentran colecciones arqueológicas, escultura religiosa, cerámica, mobiliario indoportugués, armas históricas, numismática y etnografía africana y oriental, entre otras.